# 迈卢特
迈卢特（Melut）是南苏丹上尼罗省的一个地区，迈卢特县的行政中心。

## 地理
迈卢特位于白尼罗河的东岸，亚达尔河汇入白尼罗河处的南部。本地区是广阔、平坦和低洼的黑棉土平原，地表植被主要是草原和金合欢属植物。白尼罗河与它的一些小的季节性河流的河水是饮用水、渔场用水、家畜用水等的主要来源，在旱季更为重要。白尼罗河同时也是主要的交通运输线。
丁卡人、希鲁克人、布伦人、努比亚人和努尔人等部落在此地生活，其中绝大部分靠农牧业生存，并从事小型贸易。
雪佛龙公司于1981年在当地的迈卢特盆地发现了一处油田，1996年10月，GPC重开雪佛龙公司的油井，并修建了一条从阿达尔油田到迈卢特的道路。